# Taylor Doyle
Taylor Doyle (Sydney, Austràlia, 19 de desembre de 1992) és una atleta paralímpica australiana amb una discapacitat intel·lectual i física. Va ser seleccionada per representar a Austràlia als Jocs Paralímpics de Rio de Janeiro 2016 en l'àmbit de l'atletisme.

## Vida personal
Doyle va néixer el 19 de desembre de 1992 a Sídney, Nova Gal·les del Sud.2 Als 8 mesos d'edat, li van diagnosticar esclerosi tuberosa que causa epilèpsia i convulsions diàries.
Al 2014 es va sotmetre a una cirurgia d'epilèpsia per reduir les convulsions. La cirurgia va ser reeixida, no ha tingut convulsions des del 14 d'abril de 2014. Tanmateix, la cirurgia la va deixar amb debilitat al costat dret del seu cos. A través de la fisioterapeuta i l'entrenament és capaç de competir, en la classificació T38, al Atletisme Paralímpic.

## Atletisme
Doyle va començar a fer una mica d'atletisme als nou anys. Ha competit en esdeveniments nacionals i internacionals de les Special Olympics. Està classificada com a atleta T38. Als Campionats Mundials d'Atletisme IPC de 2013, va acabar en novè lloc al salt de llargada femení F20 abans de la cirurgia d'epilèpsia. Als Campionats Mundials d'Atletisme IPC de 2015, va competir en dos esdeveniments y va acabar 9ena al salt de llargada femení T38 i 7ena als 100 m T38. El seu temps de 14.29 als 100 m va ser una marca personal.
Als Jocs Paralímpics de Rio de Janeiro 2016, va guanyar una medalla de plata al salt de llargada femení T38 amb un salt rècord australià de 4,62 m.
És membre del Club d'Atletisme Girraween.2 Taylor és entrenada per Greg Smith, i també entrena al NSWIS. Va anunciar el seu retir a través de Twitter al juliol de 2020.